# Sosnowiec (powiat zgierski)
Sosnowiec – wieś w Polsce położona w województwie łódzkim, w powiecie zgierskim, w gminie Stryków.
Na terenie wsi znajduje się węzeł autostradowy Stryków (dawniej Stryków II)
Miejscowość włączona jest do sieci komunikacji autobusowej MPK Łódź: linia 60C.
W latach 1975–1998 miejscowość położona była w ówczesnym województwie łódzkim.